# Imai
Imai (Delta Crucis, δ Crucis, δ Cru ) je jméno hvězdy v souhvězdí Jižního Kříže. Jedná se o podobra typu B a proměnnou Beta Cephei. Měřením byla zjištěna vzdálenost přibližně 345 ly od Slunce a zdánlivá magnituda +2.79. Je to nejslabší hvězda v obrazci souhvězdí Jižního Kříže.